# L'Ombre du Caravage
Pour les articles homonymes, voir Caravage.
 (décembre 2021).
Si vous disposez d'ouvrages ou d'articles de référence ou si vous connaissez des sites web de qualité traitant du thème abordé ici, merci de compléter l'article en donnant les références utiles à sa vérifiabilité et en les liant à la section « Notes et références ».
Pour plus de détails, voir Fiche technique et Distribution.
L'Ombre du Caravage (aussi Caravage, titre original italien : L'ombra di Caravaggio) est un film franco-italien réalisé par Michele Placido et sorti en 2022. Il met en scène Riccardo Scamarcio, Isabelle Huppert et Louis Garrel.

## Synopsis
Michele-Angelo Merisi, plus connu sous le nom de Caravaggio, est un peintre brillant. Il est aussi un rebelle contre les règles de l'Église. Celles-ci prescrivent notamment comment les thèmes religieux doivent être représentés dans l'art. Lorsque le pape Paul V apprend que le peintre utilise des prostituées, des voleurs et des vagabonds comme modèles pour ses tableaux, il fait effectuer des recherches par ses services secrets. Les résultats seraient déterminants pour l'octroi d'une grâce à Caravaggio — il en avait demandé une après sa condamnation à mort pour meurtre d'un rival. L'enquête est menée par un enquêteur connu sous le nom de L'Ombre. Il découvre les vices et les vertus contradictoires de l'artiste et tient ainsi la vie — ou la mort — de l'artiste entre ses mains.

## Fiche technique
Sauf indication contraire, les informations mentionnées dans cette section peuvent être confirmées par la base de données cinématographiques Unifrance,  présente dans la section « Liens externes ».
- Titre français : Caravage[2]
- Titre original italien : L'ombra di Caravaggio
- Réalisation : Michele Placido[3]
- Scénario : Sandro Petraglia, Michele Placido, Fidel Signorile
- Musique : Umberto Iervolina
- Direction artistique : Marco Bagnoli
- Décors : Tonino Zera
- Costumes : Carlo Poggioli
- Photographie : Michele D'Attanasio
- Son : Pierre-Yves Lavoué
- Montage : Consuelo Catucci
- Sociétés de production : Chariot, MACT Productions, Goldenart Production, RAI Cinema
- Distribution : Le Pacte, Wild Bunch International
- Pays de production :  Italie -  France
- Langue originale : italien
- Format : Couleurs
- Durée : 120 minutes
- Genre : Film biographique
- Dates de sortie :  
  - Italie : 18 octobre 2022 (Festival du film de Rome) ; 3 novembre 2022 (sortie nationale)
  - France : 28 décembre 2022

## Distribution
- Riccardo Scamarcio (VF : Jean-Michel Fête) : Michelangelo Merisi, dit Le Caravage
- Louis Garrel (VF : lui-même) : L'Ombre
- Isabelle Huppert (VF : elle-même) : Costanza Sforza Colonna
- Michele Placido (VF : François Marthouret) : le cardinal Del Monte
- Micaela Ramazzotti (VF : Mélodie Orru) : Lena Antonietti
- Lolita Chammah (VF : Anna Sigalevitch) : Anna Bianchini
- Vinicio Marchioni : Giovanni Baglione
- Alessandro Haber : Battista
- Mimi Ovadia : Filippo Neri
- Lorenzo Lavia (VF : Emmanuel Lemire) : le peintre Orazio Gentileschi
- Tedua : Cecco, le modèle, assistant et ami du Caravage
- Maurizio Donadoni (VF : Christian Gonon) : le pape Paul V
- Duccio Camerini : Costantino Spada
- Carlo Giuseppe Gabardini : l'architecte et poète Onorio Longhi
- Lea Gavino (VF : Chloé Stefani) : l'artiste peintre Artemisia Gentileschi
- Gianfranco Gallo : le frère dominicain et philosophe Giordano Bruno
- Brenno Placido (VF : Florent Dorin) : Ranuccio
- Orfeo Orlando : sottoposto Cardillo
- Luigi Chiocca : un prisonnier
- Tommaso De Bacco : Fabrizio Colonna

## Accueil

### Accueil critique
En France, le site Allociné propose une moyenne de 3.4⁄5, fondée sur 17 critiques de presse.

## Distinctions
- David di Donatello 2023 : 
  - Meilleur coiffeur
  - David Jeune